# Comuna Lećevica, Split-Dalmația
Lećevica este o comună în cantonul Split-Dalmația, Croația, având o populație de 583 de locuitori (2011).

## Demografie
Componența etnică a comunei Lećevica
     Croați (94,68%)
     Sârbi (4,8%)
     Necunoscut (0,34%)
     Neclasificat (0%)
Componența confesională a comunei Lećevica
     Catolici (91,25%)
     Ortodocși (7,03%)
     Necunoscută (0,69%)
     Alte religii (1,03%)
Conform recensământului din 2011, comuna Lećevica avea 583 de locuitori. Din punct de vedere etnic, majoritatea locuitorilor (94,68%) erau croați, cu o minoritate de sârbi (4,8%). Apartenența etnică nu este cunoscută în cazul a 0,34% din locuitori. Din punct de vedere confesional, majoritatea locuitorilor (91,25%) erau catolici, cu o minoritate de ortodocși (7,03%). Pentru 0,69% din locuitori nu este cunoscută apartenența confesională.